# Pirámides nubias
Las pirámides nubias son las pirámides que fueron construidas por los gobernantes de los reinos cusitas (centrados en Napata y Meroe ) y Egipto. Antes de la construcción de estas pirámides cusitas, que se encuentran en el actual Sudán, no hubo construcción de pirámides en Egipto y el valle del Nilo durante más de 500 años. En el área del valle del Nilo, conocida como Nubia, que se encuentra en el actual Sudán, se desarrollaron tres reinos cusitas durante la Antigüedad. El primero tenía su capital en Kerma (2600-1520 aC). El segundo se centró en Napata (1000-300 aC). Finalmente, el último reino se centra alrededor de Meroe (300 aC-300 dC).
Kerma fue el primer estado centralizado de Nubia, con sus propias formas indígenas de arquitectura y costumbres funerarias. Los últimos dos reinos, Napata y Meroe, estuvieron muy influenciados por el antiguo Egipto, cultural, económica, política y militarmente. Los reinos cusitas, a su vez, compitieron fuertemente con Egipto. De hecho, durante el período tardío de la historia del antiguo Egipto, los gobernantes de Napata conquistaron Egipto y lo unificaron. Los napateos gobernaron como faraones de la dinastía XXV de Egipto. La dominación napatea de Egipto terminó con la conquista Asiria el 656 a. C. Las pirámides nubias están reconocidas como Patrimonio de la Humanidad por la UNESCO.

## Las pirámides

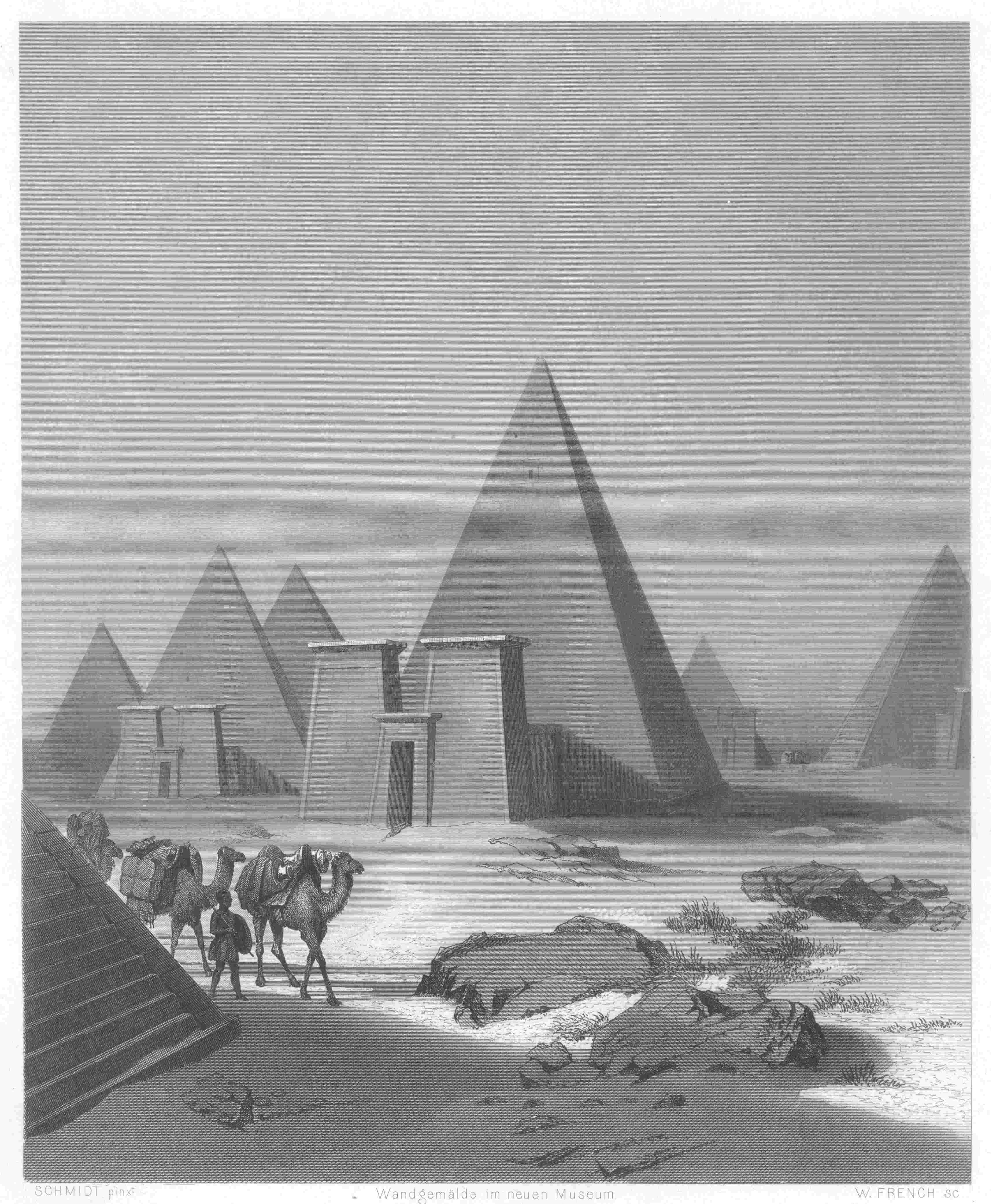
Representación de las pirámides de Meroe de 1850 a partir de los informes de la expedición de Lepsius.

Finalmente, se construyeron aproximadamente 255 pirámides, en tres lugares a Nubia, durante un periodo de unos pocos cientos de años, para servir como tumbas para los reyes y reinas de Napata y Meroe. La primera fue construida en el lugar del-Kurru, incluyendo las tumbas del rey Kashta y su hijo Pianjy, junto con los sucesores de Pianjy: Shabaka, Shabitko y Tanutamani. Se construyeron catorce pirámides de sus reinas, varias de las cuales eran famosas reinas guerreras. Esto puede ser comparado a las aproximadamente 120 pirámides mucho más grandes que se construyeron en el antiguo Egipto durante un período de 3.000 años.
Posteriormente, se localizaron pirámides napateas a Nuri, en la orilla oeste del Nilo, en la Nubia Superior. Esta necrópolis fue el lugar de enterramiento de 21 reyes y 52 reinas y príncipes como Anlami y Aspelta. Los cuerpos de estos reyes fueron colocados en enormes sarcófagos de granito. El de Aspelta pesaba 15,5 toneladas, y su tapa pesaba cuatro. La pirámide más grande y antigua a Nuri es la del rey Napat, y faraón de la XXV dinastía, Taharqa.

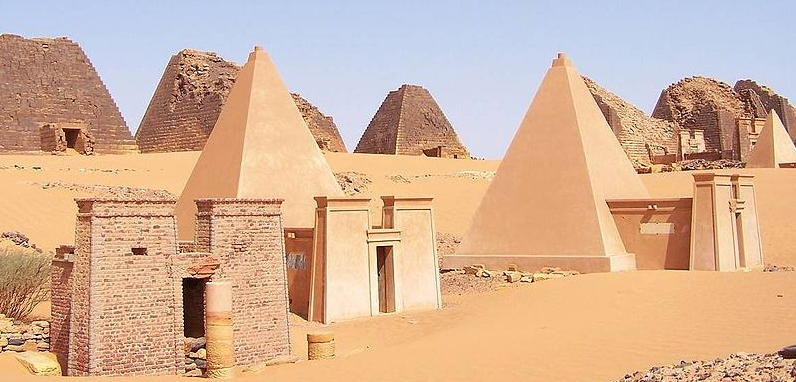
Amplia vista de las pirámides nubias, Meroe. Dos de estas pirámides son reconstruidas. (año 2005).

La más extensa de las pirámides Nubia está a Meroe, que se encuentra entre la quinta y la sexta catarata del Nilo, un centenar de kilómetros al norte de Jartum. Durante el periodo meroítica, más de cuarenta reinas y reyes fueron enterrados allí.
Las proporciones físicas de las pirámides nubias difieren notablemente de las construcciones de Egipto: fueron construidas en hileras escalonadas de bloques de piedra en posición horizontal, con un margen de altura que oscila entre seis a treinta metros; pero se levantan desde unos cimientos muy pequeños, que rara vez superan los ocho metros de ancho, lo que resulta en altas estructuras, estrechas e inclinadas aproximadamente setenta grados. La mayoría también tienen unas estructuras de templo de ofrendas adyacentes en su base con características cusitas únicas. En comparación, las pirámides egipcias de altura similar generalmente tenían cimientos que fueron al menos cinco veces más grandes y se inclinaban en ángulos de entre cuarenta y cincuenta grados.
Todas las tumbas piramidales de Nubia fueron saqueadas en la antigüedad, pero los relieves de la pared que se han conservado en las capillas de las tumbas revelan que sus ocupantes reales fueron momificados, cubiertos de joyas y enterrados en sarcófagos de madera. Cuando fueron exploradas por los arqueólogos, en los siglos XIX y XX, se encontraron algunas pirámides que contenían los restos de arcos, carcajes de flechas, anillos de guerra de arqueros, arneses de caballo, cajas de madera, muebles, cerámica, vidrio de color, vasos de metal, y muchos otros objetos que atestiguan un intenso comercio meroítica con Egipto y el mundo helenístico.

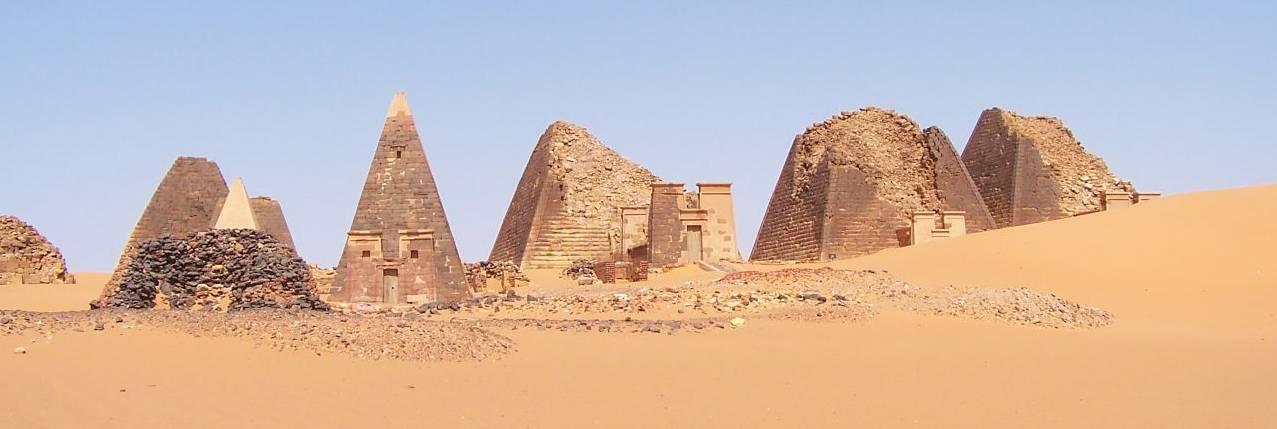
Imagen Pirámides de Meroe.

Una pirámide excavada en Meroe incluía cientos de objetos pesados, como grandes bloques adornados con arte rupestre y 390 piedras que formaban la pirámide. Se descubrió también una vaca enterrada entera, con ungüento para los ojos, en el área que debía ser inundada por la presa de Meroe, así como rocas musicales que eran golpeadas para crear un sonido melódico.

## Cementerios
- El cementerio real de El Kurru. Aquí fueron enterrados Kashta, Pianjy, Tanutamani, Shabaka. Varias reinas también están enterradas en las pirámides de El Kurru.
- Las pirámides de Meroe. Datan del período meroítica, del 720-300 aC —cementerio del sur— y ca. 300 aC hasta el 350 dC —cementerio del norte—.
- El cementerio real de Nuri. El rey Taharqa y otros miembros de la realeza del reino de Napata están enterrados a Nuri.
- Pirámides de Gebel Barkal.